# Chromatomyia luzulae
Chromatomyia luzulae är en tvåvingeart som beskrevs av Erich Martin Hering 1924. Chromatomyia luzulae ingår i släktet Chromatomyia och familjen minerarflugor.
Artens utbredningsområde är Tyskland. Arten är reproducerande i Sverige. Inga underarter finns listade i Catalogue of Life.